# Nessuno mi fermerà
Nessuno mi fermerà (Top Gun) è un film del 1955 diretto da Ray Nazarro.
È un film western statunitense con Sterling Hayden, William Bishop e Karin Booth ambientato in Wyoming negli anni 1870.

## Produzione
Il film, diretto da Ray Nazarro su una sceneggiatura di Steve Fisher e Richard Schayer e un soggetto dello stesso Fisher, fu prodotto da Edward Small tramite la Edward Small Productions e girato nel Jack Ingram Ranch (Woodland Hills, Los Angeles) e nei Samuel Goldwyn Studios a West Hollywood, California, dal 10 giugno a fine giugno 1955.

## Distribuzione
Il film fu distribuito con il titolo Top Gun negli Stati Uniti nel dicembre 1955 (première a Los Angeles il 21 dicembre) al cinema dalla United Artists.
Altre distribuzioni:
- in Svezia il 23 aprile 1956 (En man av stål)
- in Finlandia il 10 agosto 1956 (Voittamaton pistooli)
- in Germania Ovest il 30 novembre 1956 (Unbesiegt)
- in Austria nel gennaio del 1957 (Unbesiegt)
- in Brasile (Ágil no Gatilho)
- in Grecia (Opoios pyrovolisi protos)
- in Italia (Nessuno mi fermerà)

## Promozione
Le tagline sono:
- NO MAN EVER DREW ON HIM...AND LIVED!
- AND ONLY ONE MAN HAD THE GUTS TO FIGHT BACK!
- Give Us All The Whiskey, Gold And Women In Town...Or We'll Burn It To The Ground!
- THE RENEGADE GUN THAT BLASTED QUENTIN'S RAIDERS OUT OF THE WEST! This was the day he'd either live up to his name...or be buried under it!